# Phaea hirsuticollis
Phaea hirsuticollis es una especie de escarabajo longicornio del género Phaea, tribu Tetraopini, subfamilia Lamiinae. Fue descrita científicamente por Kasatkin en 2020.

## Descripción
Mide 11 milímetros de longitud.

## Distribución
Se distribuye por Costa Rica.